# Acide isocaproïque
L'acide isocaproïque ou acide 4-méthylpentanoïque est l'acide carboxylique dérivé de l'isohexane et de formule C5H11COOH. C'est un isomère de l'acide hexanoïque ou acide caproïque.